# Thrichocalydon havrylenkoi
Thrichocalydon havrylenkoi là một loài bọ cánh cứng trong họ Cerambycidae.